# Приволзька залізниця
Приволзька залізниця розташована на південному сході Європейської частини Росії, в районі ніжньої Волги і середньої течії Дона, головним чином на теренах Саратовської, Волгоградської, Астраханської областей. Управління залізниці знаходиться в Саратові. До складу залізниці входять відділення Саратовське, Волгоградське, Астраханське. Раніше, до укрупнення відділень і зміни меж залізниці також існували Єршовське, Ртищевське, Арчедінське, Морозівське відділення.
Залізниця межує з Південно-Східною залізницею (по станціях Благодатка, Ільмень, Дуплятка), з Північно-Кавказькою залізницею (по станціях Морозівська, Котельниково, Олейниково), з залізницею Казахстану (по станціях Аксарайська, Озинкі), з Південно-Уральською залізницею (по станції Новоперелюбська), з Куйбишевською залізницею (по станціях Громовий, Чагра). Експлуатаційна довжина залізниці на 1991 становила 4 097 км.
Головні вузлові станції залізниці: Анісівка, ім. М. Горького (колишня Воропоново) Саратов, Астрахань, Петров Вал, Верхній Баскунчак, Аксарайська, Єршов, Пугачевськ Аткарськ, Сінна.
Утворена в 1953, шляхом об'єднання ділянок Рязано-Уральської залізниці і Сталінградської залізниці. 
У 1948-1960 залізниця повсюдно переведена з парової тяги на тепловоз. Локомотивне депо Верхній Баскунчак — одне з найдавніших депо тепловозів мережі залізниць, експлуатує тепловози з 1948.
У 1959 електрифіковано на постійному струмі під приміський рух Волгоградський вузол. 
У 1965 електрифікована на змінному струмі лінія Пенза — Ртищево — Поворіно. 
У 1968 електрифіковано на постійному струмі під приміський рух Саратовський вузол. 
У 1990 електрифікований на змінному струмі під приміський рух Астраханський вузол (ділянка Кутум — Астрахань Аксарайська). 
У 1988-1990 електрифікована на змінному струмі лінія Ртищево — Аткарськ — Анісівка і переведений на змінний струм Саратовський вузол.
У 1992 електрифікована на змінному струмі лінія Саратов — Сінна. 
У 1999 почата електрифікація на змінному струмі напряму від Саратова на південь, у 2000 введена в дію ділянка Саратов — Карамиш, в 2001 Карамиш — Петров Вал, в 2002 введені ділянки Петров Вал — Волгоград і Жутово — Котельниково, в 2003 переведений на змінний струм Волгоградський вузол. 
У 2004 в рамках Міжнародного транспортного коридору «Північ-Південь» РЖД довело гілку Приволзької залізниці до міжнародного порту Оля на Каспії.

## Локомотивне господарство
До складу локомотивного господарства залізниці входять депо: Астрахань, Верхній Баскунчак, Волгоград, імені М. Горького, Сарепта, Петров Вал, Аткарськ, Саратов, Сенна, Єршов. Також є база запасу локомотивів. Раніше на залізниці також працювали депо Арчеда Палласовка Пугачевськ.